# Perfume The Best “P Cubed”
『Perfume The Best "P Cubed"』（パフューム・ザ・ベスト・ピー・キューブド）は、2019年9月18日にPerfume Records / ユニバーサルJから発売されたPerfumeのベスト・アルバム。

## 概要
2019年9月にメジャーデビュー15周年イヤーに突入したPerfumeのベストアルバム。過去にベスト・アルバムはコンピレーション盤を含めると2枚発売されているが、本作は2005年から2018年にかけて徳間ジャパン・ユニバーサルミュージックから発売されたシングル表題曲をほぼ全て網羅した、Perfumeとしては初めてのオールタイム・ベストである。
選曲はPerfumeのメンバーとスタッフとの話し合いによって行われた。シングル曲やライブでよく披露されるアルバム曲が50曲選ばれ、全楽曲は中田によるリマスタリング音源が施されている。また、かしゆかは「『Perfumeはシングル曲だけじゃなくてライブも大事にしてるグループなんだな』と感じてもらえる内容にしたいね、というのは考えていました。」と述べており、そのため「edge」や「Magic Of Love」はシングルバージョンではなく、ライブで披露される回数が多いアルバムバージョンが収録されている。
Perfumeのレギュラー番組『Perfume LOCKS!』では、あ～ちゃんが「今までもそれらしきものは出してきたと思うけど、中田（ヤスタカ）さんが『新しい曲を作りたい』って言ってくれてたので、コンセプトのあるものを作ってました。でも、今回のはいわゆるベストアルバムです」と語り、さらに「自分がもしほかのアーティストの曲を聴くならベストがあったら助かるなって、ベストがないとファンの人たちに優しくないし、入りづらいよなって思って。だから、知ってるけど聴いたことがないって人たちにも手に取っていただこうということで、ベストを作ることにしました」と説明した。
既存曲に加え、新曲「ナナナナナイロ」と「Challenger」が収録されている。「ナナナナナイロ」はクラシエホールディングスの基礎化粧品ブランド「肌美精」シートマスクシリーズのCMソング。本作が発売する約2か月前の2019年7月6日に先行配信され、台湾で撮影されたCMと連動したリリックビデオが公開された。「Challenger」は、 WEリーグ・サンフレッチェ広島レジーナ公式応援ソング。中田が所属していたグループの楽曲が元になっており、当時のPerfumeのマネージャーがその楽曲を聞いた事により、サウンドプロデューサーとして中田が起用されたというエピソードがあった。今回のベストアルバムのために中田はアレンジを作り直し、新たな歌詞を書き上げPerfumeの新曲として完成させた。
本作発売と同時期に「"Challenger” MUSIC VIDEO PLAN CONTEST」というプロモーションビデオの企画案を一般から募集する企画が開催された。約1000通の応募の中から、11歳の小学生Hiroto君の「つながり～過去を超え・今を生き・未来を創る～無限の可能性を秘めた僕らはチャレンジャー」がグランプリを受賞した。この案を元に関和亮が監督を担当し、プロモーションビデオは2020年3月26日にYouTubeにて公開された。

## 未収録楽曲
初めてのベストアルバムとして発売された本作では未収録のシングル曲やアルバム曲も存在する。
広島ローカル限定で発売された「彼氏募集中」「OMAJINAI☆ペロリ」やインディーズ期のシングル「スウィートドーナッツ」「モノクロームエフェクト」「ビタミンドロップ」などはカップリング曲なども含めて全て未収録。
メジャーデビュー以後の楽曲についてもコンピレーションアルバム『Perfume Global Compilation "LOVE THE WORLD"』には収録されていた「GLITTER」「Butterfly 」やこれまでに一度もアルバムに収録されたことのない「ワンルーム・ディスコ」のカップリング曲「23:30」などが結果未収録に終わっている。

## パッケージ
完全生産限定盤、初回限定盤、通常盤の3形態でリリース。完全生産限定盤は、豪華フォトブックと特典Disc(Blu-ray or DVD)などが付属。初回限定盤は特典Disc(Blu-ray or DVD)が付属。オンラインショップのASMARTとUNIVERSAL MUSIC STOREでのみ、スペシャルグッズ付きの完全生産限定盤も販売される。
- 完全生産限定盤：CD+DVDまたはBlu-ray Disc+豪華フォトブックレット+スペシャルパッケージ
- 初回限定盤：3CD+DVDまたはBlu-ray+A4サイズのクリアファイル
- 通常盤：3CD

## プロモーション

### Perfume CAFE
本作発売を記念したTOWER RECORDSとのコラボレーション企画。発売前の9月5日から9月29日まで、TOWER RECORDS CAFE渋谷店、梅田NU茶屋町店にて開催された。当該カフェでは収録曲にちなんだスペシャルメニューが用意され、店内にはPerfumeのCDジャケットの写真が飾られていた。

### #Pcubed_P
同じく発売を記念して、8月12日からPerfumeのゆかりの地にグラフィックポスターを掲示する企画が始まった。掲示場所は特設サイトや公式SNSアカウントにヒントが掲載され、発見したポスターの写真に「#Pcubed_P」のハッシュタグを付けてTwitterに投稿すると、特設サイトの地図上にその写真が反映される仕組みであった。

## 収録曲

### CD

#### Disc-1
| 全作詞・作曲・編曲: 中田ヤスタカ。 |                                              |              |              |      |
| #                                  | タイトル                                     | 作詞         | 作曲・編曲   | 時間 |
| 1.                                 | 「Challenger」                               | 中田ヤスタカ | 中田ヤスタカ | 5:34 |
| 2.                                 | 「リニアモーターガール」(歌詞: 木の子)       | 中田ヤスタカ | 中田ヤスタカ | 4:06 |
| 3.                                 | 「コンピューターシティ」                     | 中田ヤスタカ | 中田ヤスタカ | 4:44 |
| 4.                                 | 「エレクトロ・ワールド」                     | 中田ヤスタカ | 中田ヤスタカ | 3:55 |
| 5.                                 | 「パーフェクトスター・パーフェクトスタイル」 | 中田ヤスタカ | 中田ヤスタカ | 4:16 |
| 6.                                 | 「チョコレイト・ディスコ」                   | 中田ヤスタカ | 中田ヤスタカ | 3:46 |
| 7.                                 | 「ポリリズム」                               | 中田ヤスタカ | 中田ヤスタカ | 4:09 |
| 8.                                 | 「SEVENTH HEAVEN」                           | 中田ヤスタカ | 中田ヤスタカ | 4:44 |
| 9.                                 | 「Baby cruising Love」                       | 中田ヤスタカ | 中田ヤスタカ | 4:41 |
| 10.                                | 「マカロニ」                                 | 中田ヤスタカ | 中田ヤスタカ | 4:37 |
| 11.                                | 「GAME」                                     | 中田ヤスタカ | 中田ヤスタカ | 5:07 |
| 12.                                | 「シークレットシークレット」                 | 中田ヤスタカ | 中田ヤスタカ | 4:57 |
| 13.                                | 「love the world」                           | 中田ヤスタカ | 中田ヤスタカ | 4:38 |
| 14.                                | 「edge (⊿-mix)」                             | 中田ヤスタカ | 中田ヤスタカ | 8:43 |
| 15.                                | 「Dream Fighter」                            | 中田ヤスタカ | 中田ヤスタカ | 4:54 |
| 16.                                | 「ワンルーム・ディスコ」                     | 中田ヤスタカ | 中田ヤスタカ | 5:06 |
| 合計時間:                          | 合計時間:                                    | 77:57        |              |      |

#### Disc-2
| 全作詞・作曲・編曲: 中田ヤスタカ。 |                               |              |              |      |
| #                                  | タイトル                      | 作詞         | 作曲・編曲   | 時間 |
| 1.                                 | 「NIGHT FLIGHT」              | 中田ヤスタカ | 中田ヤスタカ | 5:21 |
| 2.                                 | 「I still love U」            | 中田ヤスタカ | 中田ヤスタカ | 4:33 |
| 3.                                 | 「不自然なガール」            | 中田ヤスタカ | 中田ヤスタカ | 3:59 |
| 4.                                 | 「ナチュラルに恋して」        | 中田ヤスタカ | 中田ヤスタカ | 3:08 |
| 5.                                 | 「VOICE」                     | 中田ヤスタカ | 中田ヤスタカ | 4:13 |
| 6.                                 | 「ねぇ」                      | 中田ヤスタカ | 中田ヤスタカ | 4:26 |
| 7.                                 | 「FAKE IT」                   | 中田ヤスタカ | 中田ヤスタカ | 4:10 |
| 8.                                 | 「レーザービーム」            | 中田ヤスタカ | 中田ヤスタカ | 3:30 |
| 9.                                 | 「微かなカオリ」              | 中田ヤスタカ | 中田ヤスタカ | 4:49 |
| 10.                                | 「スパイス」                  | 中田ヤスタカ | 中田ヤスタカ | 3:52 |
| 11.                                | 「MY COLOR」                  | 中田ヤスタカ | 中田ヤスタカ | 5:04 |
| 12.                                | 「Spring of Life」            | 中田ヤスタカ | 中田ヤスタカ | 3:49 |
| 13.                                | 「Spending all my time」      | 中田ヤスタカ | 中田ヤスタカ | 3:55 |
| 14.                                | 「Hurly Burly」               | 中田ヤスタカ | 中田ヤスタカ | 5:14 |
| 15.                                | 「未来のミュージアム」        | 中田ヤスタカ | 中田ヤスタカ | 3:22 |
| 16.                                | 「だいじょばない」            | 中田ヤスタカ | 中田ヤスタカ | 3:05 |
| 17.                                | 「Magic of Love (Album-mix)」 | 中田ヤスタカ | 中田ヤスタカ | 4:15 |
| 18.                                | 「1mm」                       | 中田ヤスタカ | 中田ヤスタカ | 4:17 |
| 合計時間:                          | 合計時間:                     | 75:02        |              |      |

#### Disc-3
| 全作詞・作曲・編曲: 中田ヤスタカ。 |                       |              |              |      |
| #                                  | タイトル              | 作詞         | 作曲・編曲   | 時間 |
| 1.                                 | 「Party Maker」       | 中田ヤスタカ | 中田ヤスタカ | 7:21 |
| 2.                                 | 「Sweet Refrain」     | 中田ヤスタカ | 中田ヤスタカ | 4:56 |
| 3.                                 | 「Cling Cling」       | 中田ヤスタカ | 中田ヤスタカ | 4:13 |
| 4.                                 | 「Hold Your Hand」    | 中田ヤスタカ | 中田ヤスタカ | 3:35 |
| 5.                                 | 「DISPLAY」           | 中田ヤスタカ | 中田ヤスタカ | 3:49 |
| 6.                                 | 「Relax In The City」 | 中田ヤスタカ | 中田ヤスタカ | 4:12 |
| 7.                                 | 「Pick Me Up」        | 中田ヤスタカ | 中田ヤスタカ | 3:51 |
| 8.                                 | 「STAR TRAIN」        | 中田ヤスタカ | 中田ヤスタカ | 4:34 |
| 9.                                 | 「STORY」             | 中田ヤスタカ | 中田ヤスタカ | 5:44 |
| 10.                                | 「FLASH」             | 中田ヤスタカ | 中田ヤスタカ | 4:37 |
| 11.                                | 「TOKYO GIRL」        | 中田ヤスタカ | 中田ヤスタカ | 4:27 |
| 12.                                | 「If you wanna」      | 中田ヤスタカ | 中田ヤスタカ | 2:43 |
| 13.                                | 「Everyday」          | 中田ヤスタカ | 中田ヤスタカ | 3:46 |
| 14.                                | 「無限未来」          | 中田ヤスタカ | 中田ヤスタカ | 3:43 |
| 15.                                | 「FUSION」            | 中田ヤスタカ | 中田ヤスタカ | 4:33 |
| 16.                                | 「Future Pop」        | 中田ヤスタカ | 中田ヤスタカ | 3:02 |
| 17.                                | 「Let Me Know」       | 中田ヤスタカ | 中田ヤスタカ | 3:25 |
| 18.                                | 「ナナナナナイロ」    | 中田ヤスタカ | 中田ヤスタカ | 4:48 |
| 合計時間:                          | 合計時間:             | 77:19        |              |      |

### DVD・Blu-ray（初回限定盤もしくは完全生産限定盤）
| #  | タイトル                                                                    | 作詞 | 作曲・編曲 |
| -- | --------------------------------------------------------------------------- | ---- | ---------- |
| 1. | 「Future Pop -Video Clip-」                                                 |      |            |
| 2. | 「Perfume WORLD TOUR 4th 「FUTURE POP」 ダイジェストLIVE映像」              |      |            |
| 3. | 「だいじょばない -Live from the Coachella Valley Music and Arts Festival-」 |      |            |
| 4. | 「コンピューターおばあちゃん -Ｅテレ60 Eうた♪ココロの大冒険ｰ」              |      |            |
| 5. | 「はみがきじょうずかな -Ｅテレ60 Eうた♪ココロの大冒険ｰ」                    |      |            |
| 6. | 「Perfumeのただただラジオが好きだからレイディオ！4」                        |      |            |

## チャート成績
初週売り上げは97,310枚で、オリコン週間アルバムランキング1位を獲得。チャート登場回数は39回。累計147,406枚のセールスを記録した。